# 愛知産業大学
愛知産業大学（あいちさんぎょうだいがく、英語: Aichi Sangyo University）は、愛知県岡崎市岡町原山12-5に本部を置く日本の私立大学。1948年創立、1992年大学設置。大学の略称は愛産大、ASU。

## 概観

### 大学全体
愛知産業大学は1992年に造形学部（産業デザイン学科・建築学科）の1学部体制で創設された大学。現在、造形学部デザイン学科、造形学部建築学科、造形学部スマートデザイン学科、経営学部総合経営学科の2学部4学科体制で運営されている。
比較的小規模な大学であるが、文系と理系の学部を設置する大学である。
2005年に大学院造形学研究科（建築学専攻）、2007年に同研究科デザイン学専攻を開設。
名鉄名古屋本線 藤川駅からは無料スクールバスで約5分。愛知県岡崎市の近郊にキャンパスを有する郊外型大学。

### 教育および研究
1年次には大学共通の基礎ゼミナール、2年次からは専門ゼミナールをいずれも少人数で実施している。また、1年次の必修科目として「スタデディスキル」と「キャリアデザイン」が開講されており、大学入学1年目の基礎的な教育の拡充を図っている。そのほか、他学部の講義を卒業要件に含むカリキュラムが提供されており、所属学部・学科の専門教育と並行しながら各自の興味や教育目標に基づいて自由に選択することが可能である。
専門科目の他に、英語、フランス語、中国語、日本語（留学生対象）の4ヶ国語が選択必修で学べる。
造形学部建築学科では工業の高等学校教諭一種免許状、
造形学部デザイン学科では、美術の中学校・高等学校教諭一種免許状、
経営学部では、商業・公民・情報の高等学校教諭一種免許状の取得が可能となっている。

## 沿革
- 1948年3月 - 財団法人常懐学園設立、愛知女子工芸高等学校開校。
- 1951年3月 - 組織変更により学校法人常懐学園設立。
- 1984年4月 - 法人名を学校法人常懐学園から学校法人愛知水野学園に変更。
- 1992年4月 - 愛知産業大学設置（造形学部産業デザイン学科、建築学科）。
- 1996年4月 - 通信教育部造形学部産業デザイン学科を設置（全国初のデザイン系大学通信教育部）。
- 2000年4月 - 経営学部経営学科開設。
- 2002年4月 - 留学生別科開設。
- 2003年4月 - 法人名を学校法人愛知水野学園から学校法人愛知産業大学に変更。
- 2004年4月 - 経営学部に経営環境学科増設。造形学部産業デザイン学科をデザイン学科へ名称変更。
- 2005年4月 - 愛知産業大学大学院を開設（造形学研究科建築学専攻）。経営学部の経営学科をビジネスマネジメント学科へ名称変更。
- 2006年4月 - 通信教育部造形学部に建築学科を開設。
- 2007年4月 - 愛知産業大学大学院造形学研究科にデザイン学専攻増設。
- 2009年4月 - 経営学部の学科を再編し、総合経営学科を開設。
- 2014年4月 - 通信教育部造形学部デザイン学科の学生募集を停止。別科留学生別科を廃止。
- 2018年4月 - 造形学部にスマートデザイン学科を開設。

## 組織

### 学部
- 造形学部
  - デザイン学科（2019年より1年次募集停止・2021年より3年次編入学募集停止）
  - 建築学科
    - 建築デザインフィールド
    - 木造デザインフィールド
    - インテリアデザインフィールド

  - スマートデザイン学科
    - AIプロダクトデザインフィールド
    - AIサービスデザインフィールド
    - メディアデザインフィールド
- 経営学部
  - 総合経営学科
    - 戦略経営フィールド
    - スポーツ＆アスリートフィールド
    - 国際と地域フィールド

通信教育部
- 造形学部
  - 建築学科
    - プロフェッショナルコース
    - ベーシックコース
    - 造形コース

  - デザイン学科（平成26年4月より募集停止）
    - グラフィックデザイン分野
    - 絵画分野
    - クラフトデザイン分野
    - 福祉デザイン分野

かつての組織（通学）
- 造形学部
  - デザイン学科
    - 視覚・情報デザインコース
      - 広告デザイン
      - 編集デザイン
      - パッケージデザイン
      - イラストレーション・絵本デザイン
      - Webデザイン
      - アニメーション・映像デザイン
      - 3次元CG・ゲームデザイン

    - 製品・空間デザインコース
      - 生活雑貨・遊具デザイン
      - 生活機器デザイン
      - 乗りものデザイン
      - 福祉・ユニバーサルデザイン
      - 家具・照明デザイン
      - 展示・スペースデザイン

### 大学院
- 造形学研究科
  - 建築学専攻（修士課程）
  - デザイン学専攻（修士課程）

### 別科
過去に留学生別科が設置されていた。（2002年4月開設、2014年3月廃止）

### 研究・付属機関

#### 附置研究所
- 愛知産業大学造形学研究所
- 愛知産業大学経営研究所
- 愛知産業大学日本語教育研究所

## スポーツ
強化指定クラブとして、アーチェリー部（2021年U-20日本代表選出）、バレーボール部（男子）、硬式野球部（男子）、ハンドボール部（男子）がある
硬式野球部
- 愛知大学野球連盟2部所属
- 愛知大学野球連盟秋季リーグ2部Aグループ2位（2020年度）

男子バレーボール部
- 全日本インカレ決勝トーナメント出場（2008年度）
- 東海連盟秋季リーグ2部優勝（2020年度）
- 愛知連盟秋季リーグ2部二位（2020年度）

柔道部（女子）
- 個人：全日本学生女子柔道体重別選手権大会で3位入賞（2008年度）
- 個人：第63回国民体育大会に愛知県代表として出場
- 団体：全日本学生優勝大会3人制優勝（2006年度）
- 団体：全日本学生優勝大会3人制3位入賞(2004年度）
- 団体：東海学生女子柔道優勝大会優勝（2005年度・2006年度・2007年度）

ゴルフ部
- 個人：2008年度中部学生ゴルフ選手権で優勝
- 個人：2007年度愛知県学生選手権で優勝
- 団体：第7回信夫杯争奪日本女子大学ゴルフ対抗戦で6位入賞

ボクシング部
- 個人：第63回国民体育大会ボクシング競技成年ライトウェルター級個人でベスト8入賞

その他
- 柔道部
- スキー部
- ボウリング同好会
- バスケットボール同好会
- バドミントン同好会
- フットサル同好会
- 軟式野球同好会
- サッカー同好会
- 建築同好会
- 同好会ACT
- 軽音楽同好会
- TRPG同好会
- 教職・公務員同好会
- 漫画研究同好会
- 硬式テニス同好会
- スマートデザイン同好会
- 自転車競技同好会（旧・自転車競技部）
- 3Dアニメーション同好会
- 単車サークル
- CAN20（商業建築）

## 学園祭
愛知産業大学の学園祭は「原山祭」と呼ばれ、例年10月に開催される。

## 施設

### 原山キャンパス
愛知産業大学のメインキャンパスである。経営学部が主に利用する1号館、図書館や学部事務室がある2号館、造形学部が主に利用する3号館・4号館、モデリングスタジオ（実習棟）、スチューデント・スクエアが整備されている。そのほか学生食堂やカフェテリア、書店（紀伊国屋書店）、画材店（セントラル画材）、コンビニエンスストア（ヤマザキYショップ）を備えたコミュニティーホール、体育館（恒誠館）などがある。各建物には無線LANの環境が整備されている。名鉄名古屋本線 藤川駅に準急も停車するようになったことから交通アクセスは大幅に良くなっている。

### 交通アクセス
名鉄名古屋本線 藤川駅から無料スクールバスで約5分、徒歩で約13 - 15分、

### サブグラウンド
庄内川の河川敷に位置する。万場大橋東交差点近く。
愛知県名古屋市中村区岩塚町に位置する。

## 対外関係

### 系列校
- 愛知産業大学短期大学
- ELICビジネス&公務員専門学校
- 三河歯科衛生専門学校
- 名古屋美容専門学校
- 名古屋ブライダル・ビューティ専門学校（2010年4月開校）
- 名古屋たちばな高等学校（旧 愛知産業大学工業高等学校）
- 愛知産業大学三河高等学校
- 島田幼稚園

## 大学関係者
- 初代学長：安藤万寿男
- 第2代学長：内藤昌
- 第3代学長：田原昭之
- 第4代学長：小川英明
- 第5代学長：堀越哲美
- 第6代学長：高橋実

## 出身者
- 澤井啓夫[要出典] - 漫画家
- 図師光博[要出典] - 俳優
- 林一嘉 - 映画監督（映画作家）
- 平井克典 - プロ野球選手
- 丸山和馬 - プロ野球選手
- JUN OSON - イラストレーター

## 最寄り駅（交通機関）
- 藤川駅：名鉄名古屋本線

## 放送施設
当大学2号館屋上にはコミュニティ放送局であるエフエム岡崎の送信所が置かれている。
| 周波数  | 放送局名                        | コールサイン | 空中線電力 | ERP | 放送対象 地域 | 放送区域 内世帯数 | 開局日        |
| ------- | ------------------------------- | ------------ | ---------- | --- | ------------- | ----------------- | ------------- |
| 76.3MHz | エフエム岡崎 愛称「FMおかざき」 | JOZZ6AF-FM   | 10W        | 68W | 岡崎市        | 約-世帯           | 1997年 9月1日 |